# Gabriele Maria Ronge

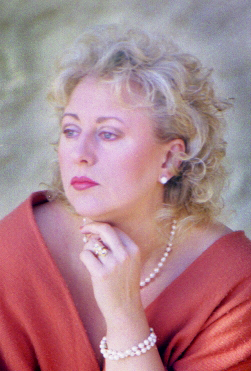
Gabriele Maria Ronge

Gabriele Maria Ronge (* 1957 in Hannover) ist eine deutsche Opernsängerin (dramatischer Sopran), die vor allem als Interpretin der großen Partien von Richard Wagner und Richard Strauss bekannt ist.

## Leben
Ronge studierte zunächst Romanistik und Anglistik an der Georg-August-Universität Göttingen. Parallel dazu begann sie eine Gesangsausbildung bei der Gesangspädagogin Nurit Gorén. Später war Friedel Becker-Brill ihre Lehrerin. Als Sängerin trat Gabriele Maria Ronge erstmals in den Jazzklubs von Göttingen in Erscheinung. Ihre Karriere als Opernsängerin begann mit Rundfunkaufnahmen für den Sender Freies Berlin und einem Auftritt in der Fernsehreihe Anneliese Rothenberger stellt vor. Ihr erstes Festengagement führte sie an die Städtischen Bühnen Osnabrück, wo sie vor allem Operettendiven sang. Anschließend war sie kurz am Musiktheater im Revier in Gelsenkirchen engagiert, wo sie sich die ersten Partien des jugendlich-dramatischen Fachs, wie Eva in Die Meistersinger von Nürnberg, aber auch die Titelpartie in Thais erarbeitete.
Durch Wolfgang Sawallisch wurde sie Anfang der 1990er Jahre an die Bayerische Staatsoper engagiert, wo sie u. a. als Agathe in Der Freischütz und Jaroslawna in Fürst Igor auftrat. Als Interpretin der jugendlich-dramatischen Wagner- und Strauss-Partien wurde sie auch bald als Gast von zahlreichen Bühnen in Deutschland und im europäischen Ausland engagiert (u. a. Staatsoper und Deutsche Oper Berlin, Staatsoper Hamburg, Oper Frankfurt, Teatro alla Scala di Milano, Grand Opéra de Paris, Wiener Staatsoper).
Zu ihren meistgesungenen Partien gehören die Senta im Fliegenden Holländer, die Marschallin in Der Rosenkavalier und die Titelpartie in Beethovens Fidelio. Seit der Jahrtausendwende sang sie auch Partien des hochdramatischen Repertoires, wie die Brünnhilde in Wagners Ring des Nibelungen und Isolde in Tristan und Isolde (Oper). Im Jahr 2003 debütierte sie in Puccinis Geburtsstadt Lucca in der Titelpartie von Turandot. Seit dem Jahr 2000 trat sie u. a. an folgenden Opernhäusern auf: Staatsoper Wien, Staatsoper Berlin, Deutsche Oper Berlin, Rom (Oper und Accademia Santa Cecilia), Genf, Genua, Bologna, Turin, Triest, Marseille, Toulon, außerdem in Madrid, Tokio, Singapur, Tel Aviv und Mexiko.
Die Künstlerin arbeitete u. a. mit folgenden Dirigenten: Lorin Maazel, Zubin Mehta, Riccardo Muti, Daniel Barenboim, Daniele Gatti, Bernard Haitink, Gerd Albrecht, Horst Stein, Peter Schneider, Wolfgang Sawallisch.
U.a. sind folgende Partien auf CD veröffentlicht: Sieglinde (Die Walküre) und Gutrune (Götterdämmerung) beim Label Bella Musica, Brünnhilde (Götterdämmerung, Schlussgesang) bei Arte Nova Classics, Maria (Der Diktator, Komponist: Ernst Krenek) bei Capriccio, Chava (Die ersten Menschen, Komponist: Rudi Stephan) bei CPO, außerdem Gustav Mahlers 2. Sinfonie bei Antes Edition. Die Sängerin machte zahlreiche Rundfunkaufnahmen, u. a. beim SWF, MDR, Deutschlandradio und beim Sender Freies Berlin.

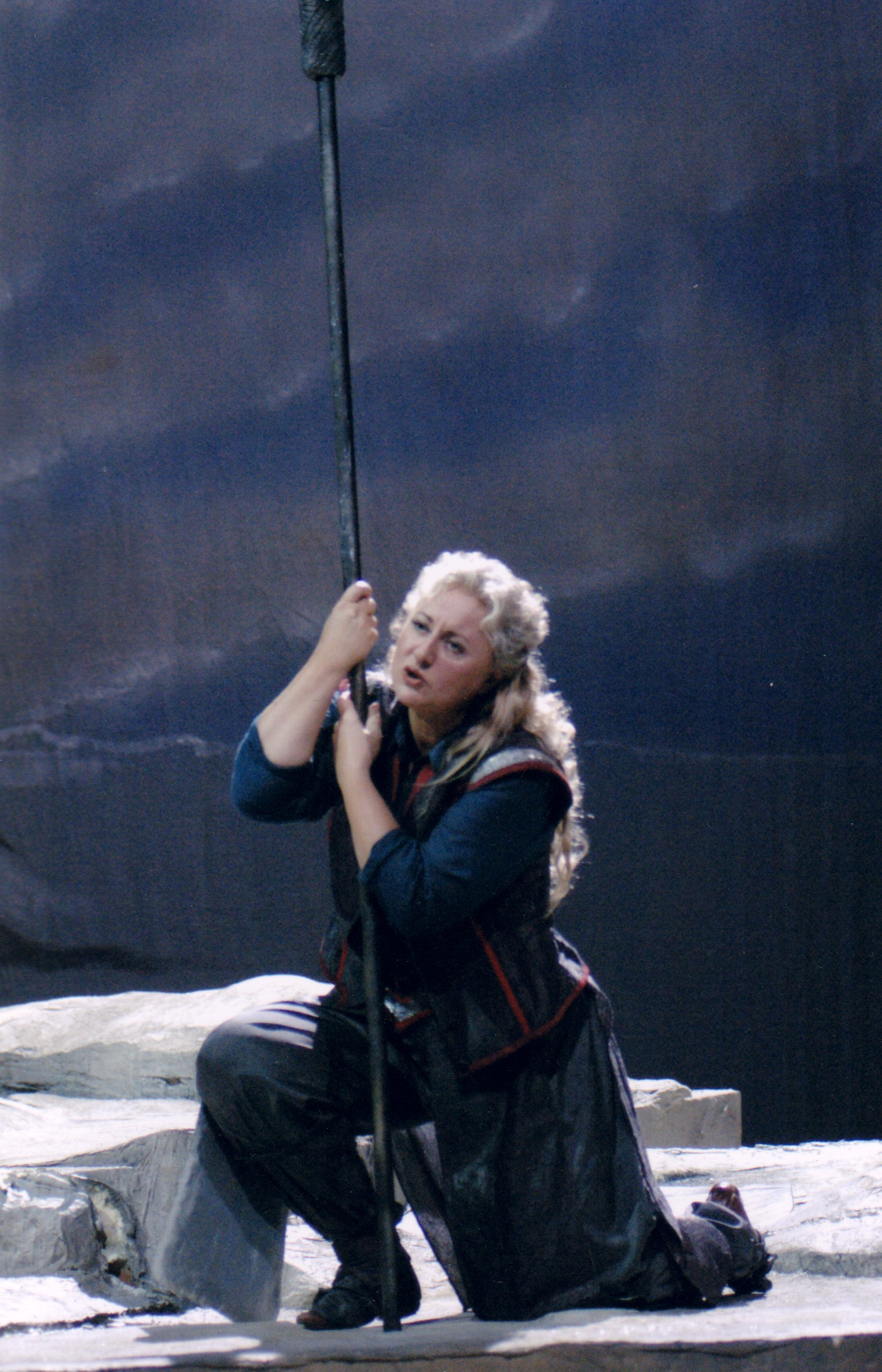
Brünnhilde (Wagner, Der Ring des Nibelungen)
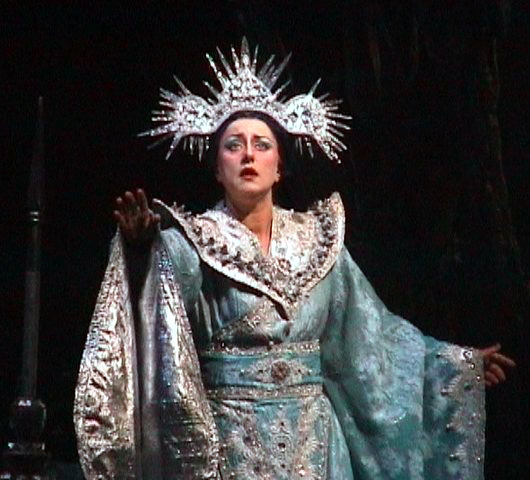
Turandot (Puccini, Turandot)